# Distretto di Tamot
Il distretto di Tamot (in thailandese: ตะโหมด) è un distretto (amphoe) della Thailandia, situato nella provincia di Phatthalung.